# 王炳南 (1961年)
王炳南（1961年9月—），男，汉族，山东昌邑人，中华人民共和国政治人物，曾任中华人民共和国商务部副部长、党组成员。